# Liste der Monuments historiques in Murbach
Die Liste der Monuments historiques in Murbach führt die Monuments historiques in der französischen Gemeinde Murbach auf.

## Liste der Bauwerke
| Bezeichnung     | Beschreibung | Standort                   | Kennzeichnung | Schutzstatus   | Datum     | Bild           |
| --------------- | --- | -------------------------- | ------------- | -------------- | --------- | -------------- |
| Schaeferhof     | ehemalige Meierei des Klosters Murbach, 18. Jahrhundert | 6 rue de Guebwiller (Lage) | PA00125233    | Inscrit        | 1993      |                |
| Kloster Murbach | Das Kloster wurde 727 gegründet. Von der Abteikirche St-Léger, 12. Jahrhundert, sind Querschiff mit Chor erhalten, ebenso das Klostertor mit benachbarten Gebäuden aus dem späten 17. Jahrhundert. | Rue de l’Église (Lage)     | PA00085554    | Classé Inscrit | 1841 1985 | weitere Bilder |

## Liste der Objekte
| Bezeichnung                                                  | Beschreibung | Standort                                    | Kennzeichnung | Schutzstatus | Datum     | Bild           |
| ------------------------------------------------------------ | --- | ------------------------------------------- | ------------- | ------------ | --------- | -------------- |
| Glocke                                                       | Bronze, 1733 gegossen                                                                                           | in der Abteikirche St-Léger (Lage)          | PM68000260    | Classé       | 1984      |                |
| Kruzifix                                                     | Holz, farbig gefasst und vergoldet, Schmiedeeisen, 17. Jahrhundert                                              | in der Abteikirche St-Léger (Lage)          | PM68001134    | Inscrit      | 1985      |                |
| Skulptur Madonna mit Kind                                    | Holz, farbig gefasst und vergoldet, 17. oder 18. Jahrhundert                                                    | in der Abteikirche St-Léger (Lage)          | PM68000251    | Classé       | 1970      |                |
| Skulptur Heiliger Cornelius                                  | Holz, farbig gefasst und vergoldet, 17. oder 18. Jahrhundert                                                    | in der Abteikirche St-Léger (Lage)          | PM68000252    | Classé       | 1970      | weitere Bilder |
| Orgel                                                        | Ensemble aus PM68000725 und PM68000724                                                                          | in der Abteikirche St-Léger (Lage)          | PM68000909    | Classé       | 1992 1994 | weitere Bilder |
| Orgelprospekt                                                | 1906 gebaut | in der Abteikirche St-Léger (Lage)          | PM68000725    | Classé       | 1992      | weitere Bilder |
| Instrumentalteil der Orgel                                   | 1906 von Martin und Joseph Rinckenbach gebaut                                                                   | in der Abteikirche St-Léger (Lage)          | PM68000724    | Classé       | 1994      | weitere Bilder |
| Skulptur eines heiligen Bischofs                             | Holz, farbig gefasst und vergoldet, 16. Jahrhundert                                                             | in der Abteikirche St-Léger (Lage)          | PM68000253    | Classé       | 1970      |                |
| Skulptur Erzengel Michael                                    | Holz, farbig gefasst und vergoldet, 17. oder 18. Jahrhundert                                                    | in der Abteikirche St-Léger (Lage)          | PM68000254    | Classé       | 1970      |                |
| Kanzel                                                       | Eichenholz, 18. Jahrhundert                                                                                     | in der Abteikirche St-Léger (Lage)          | PM68000259    | Classé       | 1984      |                |
| Taufbecken                                                   | Sandstein, 18. Jahrhundert                                                                                      | in der Abteikirche St-Léger (Lage)          | PM68000261    | Classé       | 1984      |                |
| Grabdenkmal der Märtyrermönche                               | Sandstein, 10. oder 11. Jahrhundert                                                                             | in der Abteikirche St-Léger (Lage)          | PM68000262    | Classé       | 1984      | weitere Bilder |
| Grabdenkmal des Grafen Eberhard                              | Sandstein, 13. und 14. Jahrhundert                                                                              | in der Abteikirche St-Léger (Lage)          | PM68000263    | Classé       | 1984      | weitere Bilder |
| Zwei Skulpturen: Heilige Anna mit Maria und heiliger Joachim | Holz, farbig gefasst und vergoldet, 17. oder 18. Jahrhundert                                                    | in der Kapelle Notre-Dame-de-Lorette (Lage) | PM68000258    | Classé       | 1984      |                |
| Skulptur Heiliger Joseph                                     | Holz, farbig gefasst und vergoldet, 17. oder 18. Jahrhundert                                                    | in der Kapelle Notre-Dame-de-Lorette (Lage) | PM68000257    | Classé       | 1984      |                |
| Altar unsrer lieben Frau von Loretto                         | Altartisch, Retabel und Skulpturen; Sandstein und Holz, farbig gefasst und vergoldet, Ende des 17. Jahrhunderts | in der Kapelle Notre-Dame-de-Lorette (Lage) | PM68000255    | Classé       | 1984      |                |
| Zwei Flachreliefs: Mariä Verkündigung                        | Holz, farbig gefasst und vergoldet, 17. oder 18. Jahrhundert                                                    | in der Kapelle Notre-Dame-de-Lorette (Lage) | PM68000256    | Classé       | 1984      |                |